# Monoesqui

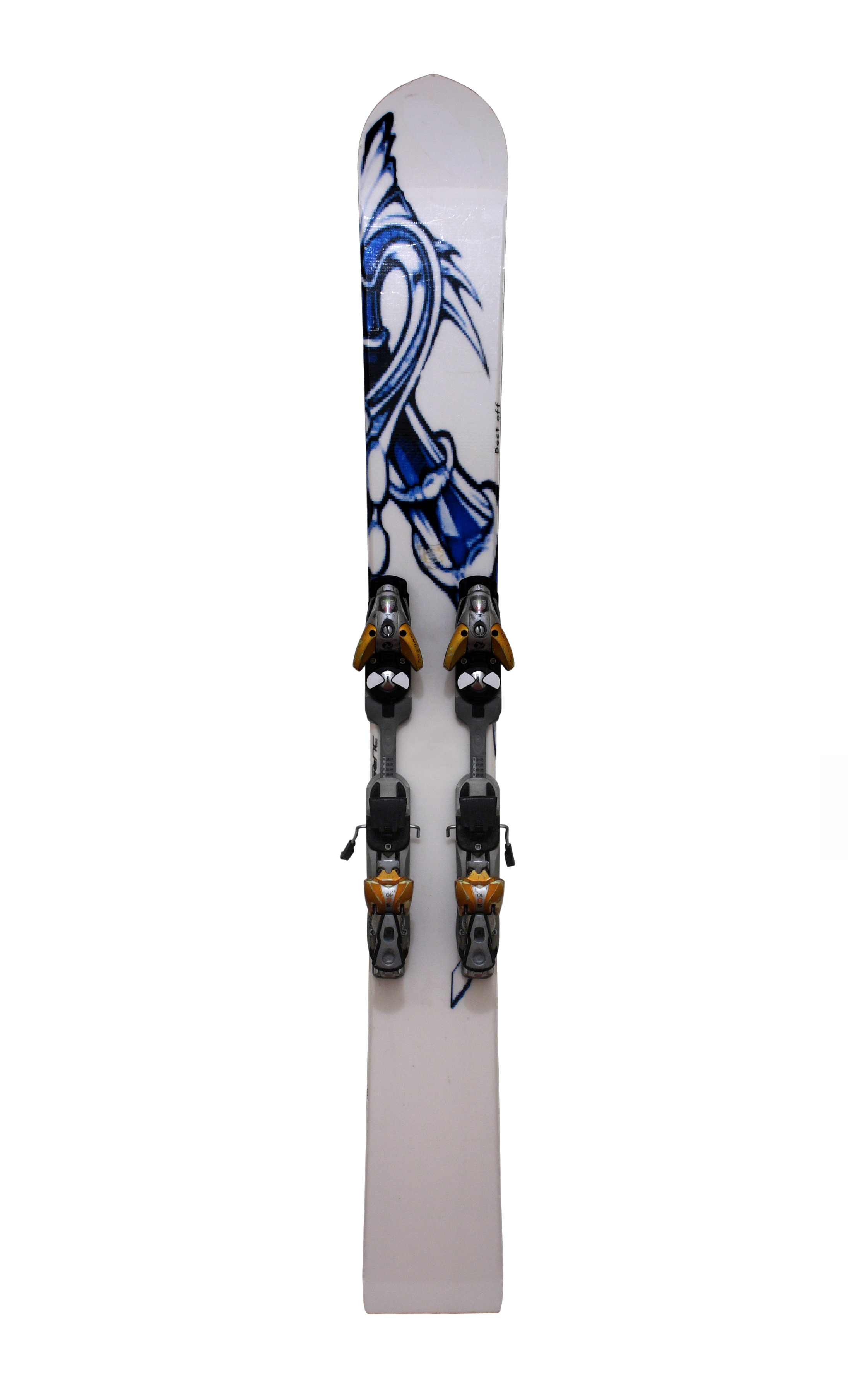
Um monoesqui

O Monoesqui  é uma forma de esqui, e também o nome da prancha utilizada para praticar este desporto. Tal como no snowboard, no monoboard e no skwal, os dois pés do praticante estão presos numa só prancha. Sobre um monoesqui, os pés estão posicionados lado-a-lado e apontam na mesma direção que a prancha. Utilizam-se fixações padrão de esqui ou de snowboard do tipo alpino, fixas.
O monoesqui é uma prancha que permite deslizar tanto na neve lisa como num campo de obstáculos do tipo lombas. É polivalente por excelência.

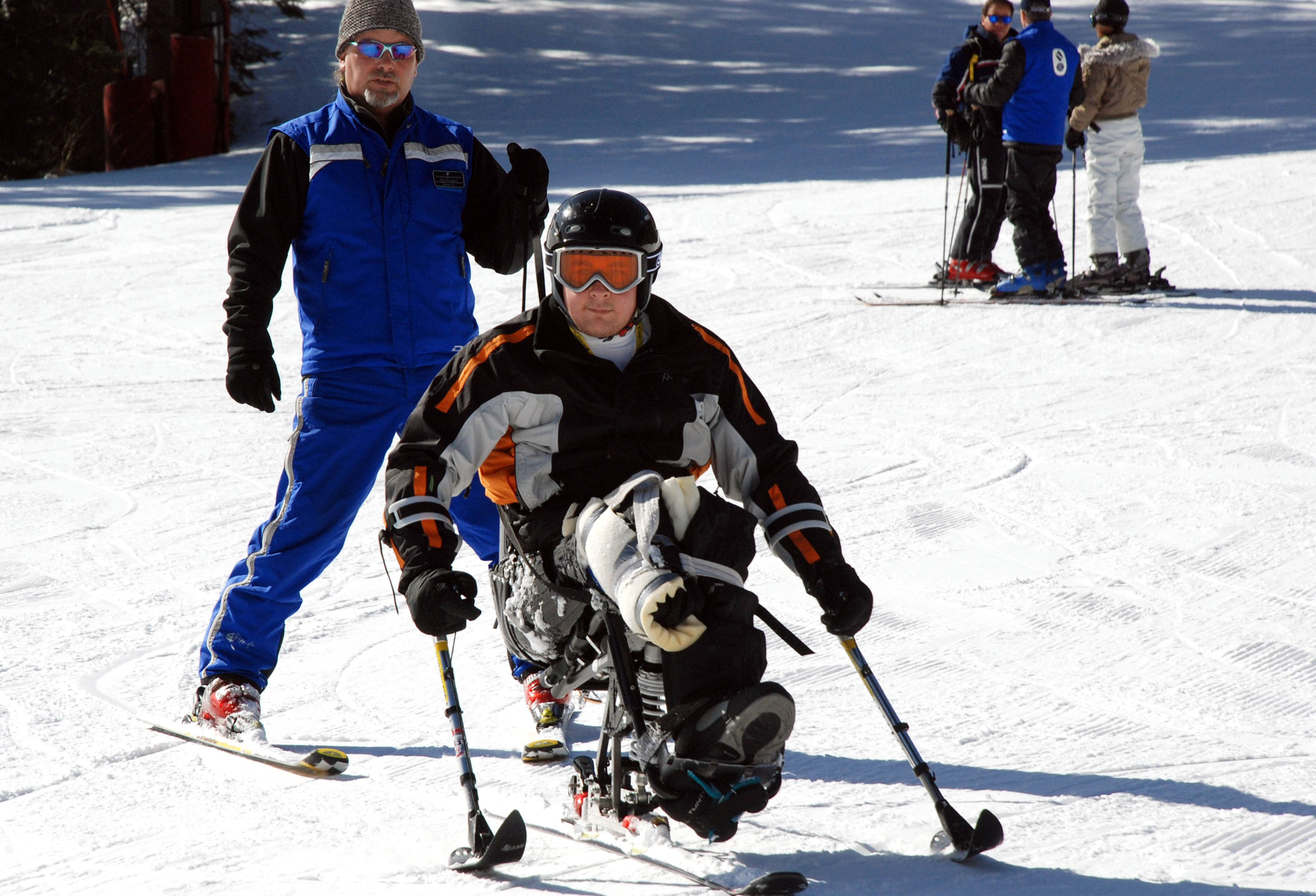
Praticante com necessidades especiais sentado num monoesqui

Também é utilizado como desporto para pessoas com necessidades especiais, uma vez que o praticante pode estar sentado no monoesqui.